# Марцін Пшибилович
Марцін Пшибилович (пол. Marcin Przybyłowicz; нар. 4 травня 1985, Польща) — польський композитор і звукорежисер, в першу чергу відомий як музичний керівник і основний композитор гри Відьмак 3: Дикий Гін , а також як звукорежисер The Vanishing of Ethan Carter.  Він також написав партитуру до польського історичного телевізійного драматичного серіалу «Korona królów» виробництва Telewizja Polska. 

## Роботи
- Відьмак 2: Вбивці королів (2011 — композитор)
- Hard Reset (2011 — звукові ефекти)
- Afterfall: Insanity (2011 — композитор/музичний керівник)
- The Vanishing of Ethan Carter (2014 — звукові ефекти)
- Давній простір (2014 — композитор)
- Відьмак: Бойова Арена (2015 — композитор)
- Відьмак 3: Дикий Гін (2015 — композитор/звукорежисер)
- Відьмак 3: Дикий Гін — Кам'яні серця (2015 — композитор/музичний керівник)
- Загниваючий захід (2015 — композитор)
- Відьмак 3: Дикий Гін — Кров і вино (2016 — композитор/музичний керівник)
- Слава переможеним (2016 — головна тема)
- Подорож крізь всесвіт (2017 — композитор)
- Злодій з перебитими пальцями (2017 — композитор)
- Корона королів (2018, телевізійний серіал — композитор)
- Гвинт: Відьмак. Карткова гра (2018 — композитор)
- Кровна ворожнеча: Відьмак. Історії (2018 — композитор)
- Cyberpunk 2077 (2020 — композитор)